# Hypodoxa nigraria
Hypodoxa nigraria là một loài bướm đêm trong họ Geometridae.